# Empanada

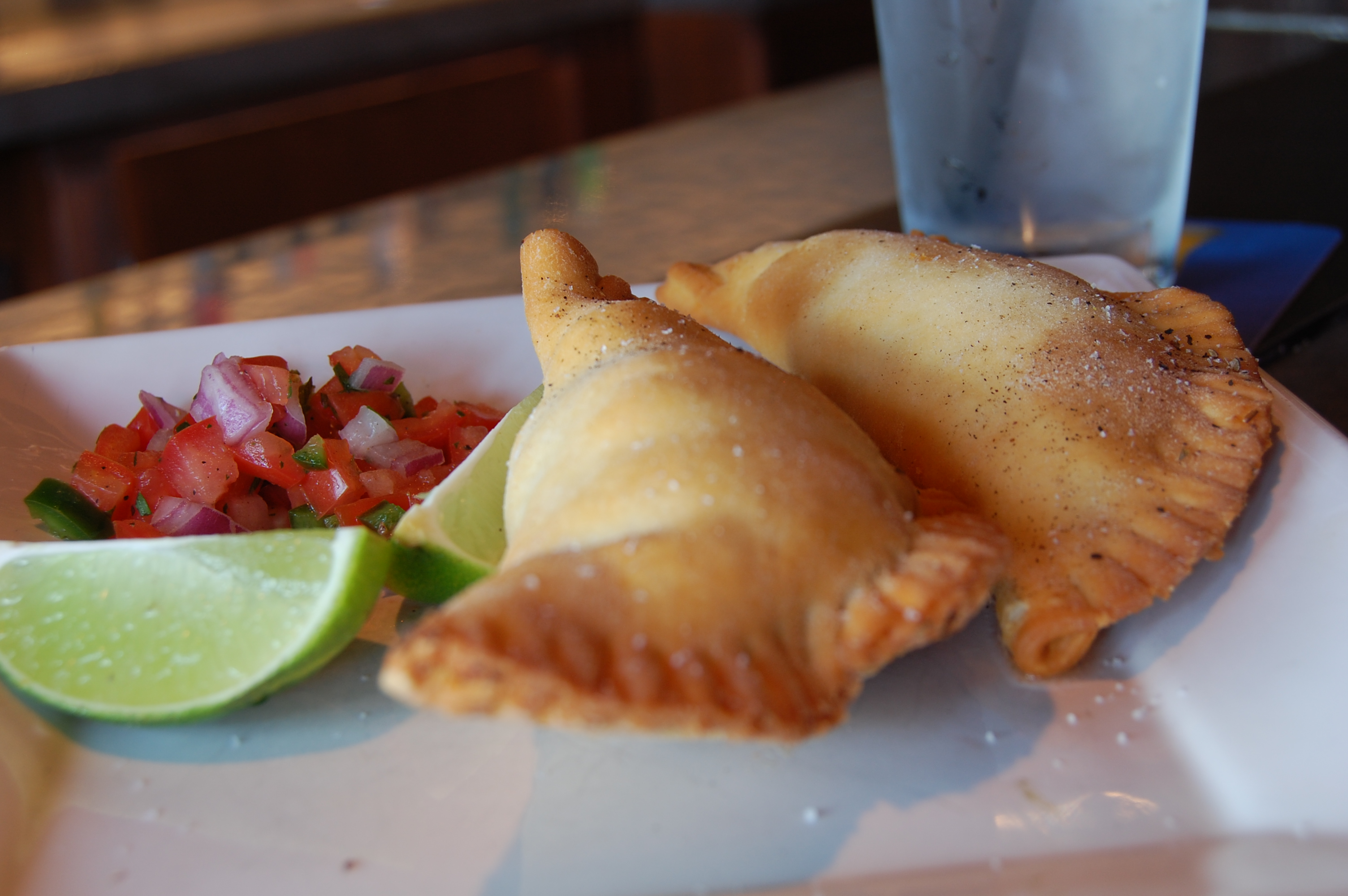
Empanadas

Empanada – rogalik, pierożek nadziewany najczęściej mięsnym farszem z warzywami lub serem. Smażony w oleju lub pieczony na blasze. Do zrobienia empanadas można wykorzystywać ciasto podobne do ciasta francuskiego, pierogowego lub chlebowego. Występują w różnych odmianach, zależnie od kraju i regionu (istnieje np. kilkanaście ich odmian w Argentynie). Są popularnym daniem w Ameryce Południowej, szczególnie w Argentynie, Chile i Kolumbii.